# ホンダ・CB223S
CB223S（シービーにいにいさんエス）は、本田技研工業が2008年から2016年に製造販売した、同社のCBシリーズのレトロ系ネイキッドモデルのオートバイである。

## 概説
型式名JBK-MC40。オートバイのある生活をもっと身近に楽しむことを目的に「ベストマッチアイテム」をキーワードとし、軽量・コンパクト・軽快感に重点を置いて開発された。実質的にはFTR223をベースにした姉妹車でホイールなど共通部品であるほか、本来はSL230用に開発されたMD33E型空冷4ストローク2バルブSOHC単気筒エンジンを搭載する。しかしフレーム剛性・サスペンションセッティング・オンロード用タイヤ装着など本モデル向けに設計変更も実施した。

## 遍歴
2007年10月26日 - 11月11日
- 第40回東京モーターショーに市販予定車として参考出品

2008年3月21日発表 同年4月11日発売
- 車体色はストライプ・ツートーンの2種類を設定

2010年1月21日発表 同年2月18日発売
- 以下のマイナーチェンジを実施
  - 車体色はツートーンタイプを廃止しソリッドタイプを新設
  - 税抜価格46,000円引下げ

2016年
- 生産終了を公表[3]